# Gregorio Español
Gregorio Español (?, ca. 1555 - Astorga, 1632), va ser un escultor que va treballar a les regions de Lleó i Galícia, on va ser un dels més importants introductors del manierisme, entre els segles xvi i xvii. La seva obra més rellevant va ser el nou cor de la Catedral de Santiago de Compostel·la.
Es desconeix el seu lloc de naixement, Ceán Bermúdez diu, sense cap mena de prova, que va néixer a Cisneros. Va estar vinculat al taller de Gaspar Becerra (1520 - 1570), escultor andalús que va treballar durant un temps a la diòcesi d'Astorga. L'any 1596 es va traslladar a Santiago de Compostel·la, on el capítol de la seu li va encarregar un nou cor per al temple. En l'obra va treballar al costat de Juan Da Vila entre 1599 i 1608. Abans d'això, el 1598, va ser cridat a Monforte de Lemos, per realitzar un treball en el Col·legi de Nostra Senyora de l'Antiga.
Español no es va desvincular mai de la diòcesi d'Astorga, on va realitzar diversos treballs. Així, ell es va encarregar del Sagrari de l'església parroquial de Biobra, a la comarca de Valdeorras. El 1630, seguia estant actiu a Compostela, ja que se sap que va treballar en el retaule de les Relíquies de la Catedral en col·laboració amb el retaulista Bernardo Cabrera. Es desconeix la data de la seva mort. Part de la seva obra està exposada actualment al museu d'Astorga.